# Leptobrachella mjobergi
Leptobrachella mjobergi es una especie  de anfibios de la familia Megophryidae.

## Distribución geográfica
Es endémica de Borneo (Brunéi, Kalimantan y Malasia Oriental).

## Estado de conservación
Se encuentra amenazada por la pérdida de su hábitat natural.